# Курышина, Евгения Мефодиевна
Евгения Мефодиевна Курышина (6 мая 1932, Вишнёвое, Одесская область, Украинская ССР, СССР — 19 февраля 2019, Чумай, Тараклийский район) — бригадир совхоза-завода «Чумай» Вулканештского района Молдавской ССР, Герой Социалистического Труда (30.04.1966).

## Биография
Родилась в с. Вишнёвое Татарбунарского района Одесской области.
В 1946 году их семья переехала в с. Чумай Вулканештского(позже — Тараклийского) района Молдавской ССР.
С 1947 года работала виноградарем в совхозе-заводе «Чумай» (центральная усадьба — с. Виноградовка). С весны 1949 года звеньевая комсомольско-молодёжного звена, которое в первый же сезон получило по 175 центнеров винограда с гектара.
С 1955 по 1987 год бригадир виноградарской бригады № 3 2-го отделения (в 1970-е годы её бригада насчитывала 50 человек).
В 1962 году с площади 58,8 гектара собрано по 96,6 центнера винограда высококачественных технических сортов. В последующем также были стабильно хорошие результаты: 80—90 центнеров винограда с гектара.
С 1987 года на пенсии.
Член КПСС с 1956 года. Делегат 23 съезда КПСС (1966), на 10-13 съездах Компартии Молдавии избиралась членом ЦК. Депутат Верховного Совета МССР IV—V созывов.
Умерла в с. Чумай 19 февраля 2019 года.

## Награды и звания
Герой Социалистического Труда (30.04.1966). Награждена орденами Трудового Красного Знамени (1950) и «Знак Почёта» (1973), медалями «За трудовую доблесть» (1960) и «Ветеран труда» (1988), знаком «Победитель социалистического соревнования» (1977).